# 德国驻阿尔巴尼亚大使馆
德国驻阿尔巴尼亚大使馆（德語：Deutsche Botschaft Tirana）是德意志联邦共和国设于阿尔巴尼亚共和国的最高级别外交代表机构。现任德国大使为自2013年8月起就职的赫尔穆特·霍夫曼。
大使馆的办公建筑及大使官邸坐落于地拉那市中心的斯坎德培大道8号。这条以阿尔巴尼亚民族英雄斯坎德培命名的街道两侧几乎均为使领馆，因此需要封闭穿行交通。大使馆下设政治处、经济处、经济合作科、领事处、武官处、文化处及新闻处。

## 历史
德意志帝国在1914年阿尔巴尼亚发表独立宣言后开始派遣总领事，驻地设于发罗拉。1914年还向都拉斯派遣了一名总领事，因为那里是德意志太子威廉作为亲王的领地。1923年，拉道夫·冯·卡尔多夫被任命为驻阿國的临时代理公使，这是在德国得到阿尔巴尼亚承认后的第二年。在战间期，公使馆因成本原因而有数年被降格为领事馆。至第二次世界大战期间，当纳粹德国占领阿尔巴尼亚后，当地除了总领事外还有德国全权委托的将军、军事化管理专员、外交部特使以及经济和财政代表，他们都对阿尔巴尼亚的局势参与了直接影响。
1987年，当阿尔巴尼亚作为最后一个与德意志联邦共和国建交的国家后，德国大使馆最初是设于达伊蒂酒店的套房内，随后又转入在建现有大使馆的对面建筑办公。现有大使馆建筑则是在1990年6月落成。首任联邦德国大使为弗里德里希·克罗内克。
1990年也是阿尔巴尼亚的共产主义制度陷入动荡的一年。在首次游行示威和一些青少年在春季逃离至意大利大使館及希腊大使館后，7月1日又有四名青年男子翻墙进入德国大使馆，其中一人遭阿爾巴尼亞國家保安局人员开枪射伤。在随后的几天内，逃难人数陆续上升，因此在7月5日已有800、至7月6日已达1500名难民涌入大使馆领地。阿尔巴尼亚当局随即对大使馆实施停水，并禁止使馆人员外出购买面包。德国外交部则再派遣2名官员及1名医生进驻。7月7日晚，一位阿尔巴尼亚女孩在大使馆出生，她被取名为“（意为德国人）”。7月8日晚，有3200人在大使馆领地内观看了当年世界杯足球赛决赛的直播（德国最终夺冠）。7月12日至13日晚，曾在德国大使館、法國大使馆、意大利大使館和希腊大使館避难的5000名难民分别乘坐巴士前往都拉斯，那里可以换乘渡轮离开该国。由联合国特使斯特凡·迪·米斯图拉参与斡旋的难民成功离境，最终导致了共产主义政权的倒台。
原德意志民主共和国（东德）仅在1955年至1961年:85和1988年至1989年期间對阿爾巴尼亞派出大使:77。

### 历任大使
下表列出德意志联邦共和国与阿尔巴尼亚共和国建交后的历任德国大使：
| 姓名                 | 任期           | 备注                                                                     |
| -------------------- | -------------- | ------------------------------------------------------------------------ |
| 弗里德里希·克罗内克  | 1987年－1991年 | 赴阿就职前为外交部一等公使衔参赞；离阿后继任驻英国大使馆特命全权公使。   |
| 克劳斯·富勒斯        | 1991年－1995年 | 赴阿前在外交部的联合国事务科任裁军问题专家；离阿后继任驻韩大使。         |
| 汉斯彼德·迪斯多恩    | 1995年－1999年 | 赴阿前曾任驻安哥拉大使；离阿后退休。                                     |
| 彼得·基维特          | 1999年－2001年 | 赴阿就职前为利比亚政府代办；离阿后继任驻巴拉圭大使。                     |
| 赫尔穆特·施罗德      | 2001年－2003年 | 赴阿前为驻赞比亚大使；离阿后退休。                                       |
| 汉斯-彼得·安能       | 2003年－2007年 | 赴阿前为外交部东南欧事务處长；离阿后继任驻立陶宛大使。                   |
| 贝恩德·博沙特        | 2007年－2010年 | 赴阿前为外交部亚洲司副司长；离阿后继任外交部歐盟對外關係處长、南亞處長。 |
| 卡萝拉·穆勒-霍特坎培 | 2010年－2013年 | 赴阿前为外交部东非事务處长；离阿后继任驻也门大使。                       |
| 赫尔穆特·霍夫曼      | 2013年－       | 赴阿前为常驻联合国裁军会议代表。                                         |